# Meir Bar-Ilan

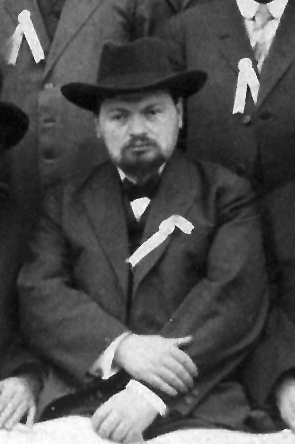
Meir Bar-Ilan in 1914

Meir Berlin, later vertaald naar Meir Bar-Ilan (Hebreeuws: מֵאִיר בַּר-אִילָן), (Volozhin (Russische Rijk, tegenwoordig Wit-Rusland), 10 april 1880 - Jeruzalem, 17 april 1949) was een orthodoxe rabbijn. Hij was ook leider van het religieus zionisme, de Mizrachi beweging, in de Verenigde Staten en het Mandaatgebied Palestina. Hij inspireerde de bouw van de Bar-Ilan Universiteit welke vernoemd is naar hem.

## Jeugd
Meir Berlin was de zoon van een belangrijk rabbijn van het charedisch jodendom. Toen hij Semicha had verworven in 1902 reisde hij naar Duitsland waar hij kennis kon opdoen van een modernere vorm van het orthodoxe jodendom. Hij liep school in de Humboldt Universiteit Berlijn.

## De Mizrachi-beweging
In 1905 werd Meir Berlin lid van de Mizrachi-beweging.
In 1911 werd hij benoemd als secretaris van de wereld-Mizrachi beweging. In 1913 ging hij naar de Verenigde staten om lokale Mizrachi groepen op te richten. In 1914 was hij voorzitter van het eerste Amerikaanse Mizrachi congres en in 1915 werd hij voorzitter van de Amerikaanse Mizrachi beweging en behield deze positie tot 1928, waarna hij ere-voorzitter werd. Hij was een actief lid van de Amerikaans-Joodse gezamenlijke distributiecommissie tijdens de Eerste Wereldoorlog, maar deed ook dienst als vicevoorzitter van de Centrale commissie voor hulpverlening in 1916.
In 1925 werd hij lid van de raad van bestuur van het Joods Nationaal Fonds, bestemd voor de financiering van de wederopbouw van het Joodse thuisland in het toenmalige Brits Mandaat Palestina. In 1923 deed hij ook kort dienst als interim-directeur van wat nu de Yeshiva Universiteit is tijdens de tijdelijke afwezigheid van haar toenmalige directeur, Bernard Revel.
In 1923 verhuisde hij naar Jeruzalem. Hij was voorzitter van de Talmudical encyclopedie, zat in de raad van bestuur van de Mizrachi Bank, was de oprichter en redacteur in 1939 van Hatzofeh in Tel Aviv, en de regisseur van:
- Fun Volozhin biz Yerushalayim (autobiografie) in 2 delen
- Bishvil ha-Techiah (Tel Aviv, 1940)
- Raban shel Yisrael (NYC, 1943)

## Bar-Ilan Universiteit
Meir Berlin inspireerde de bouw van de universiteit in 1950, dicht bij Tel Aviv. De Bar-Ilan straat in Jeruzalem is ook vernoemd naar hem.